# 班目春樹
班目 春樹（まだらめ はるき、1948年3月31日 - 2022年11月22日）は、日本の工学者。専門は流体・熱工学。東京大学名誉教授。
東京大学工学部附属原子力工学研究施設教授、東京大学大学院工学系研究科教授、内閣府原子力安全委員会委員長（第8代）などを歴任した。

## 人物
東京教育大学附属小学校（現・筑波大附属小）、同附属中・高（現・筑波大附属中・高）を経て、東京大学工学部卒業。同大学院工学系研究科修了。
工学者としての専門は流体や熱工学などであり、研究分野は原子力工学、原子力社会工学、原子力安全工学などである。
2011年（平成23年）に東京電力福島第一原子力発電所事故が発生した際の内閣府原子力安全委員会委員長であった。

### 生い立ち
父親は大妻女子大学教授を務めた班目文雄。
東京都出身。東京教育大学（当時）の附属小、中・高等学校を経て東京大学に進学すると、工学部の機械工学科にて機械工学を学んだ。1970年3月、東京大学を卒業。大学卒業後にはそのまま大学院に進学し、工学系研究科にて産業機械工学専門課程の修士課程を1972年（昭和47年）3月に修了した。

### 会社員時代
大学院を修了した1972年（昭和47年）、東京芝浦電気に入社し、同社の総合研究所などに勤務した。

### 学者時代
- 1975年（昭和50年） - 母校である東京大学にて、工学部の講師に就任[5]
- 1976年（昭和51年） - 東京大学から「熱応力による自励振動の研究」により工学博士の学位（論文博士）を取得
- 1976年（昭和51年） - 工学部の助教授に昇任[5]
- 1989年（平成元年） - 東京大学工学部附属原子力工学研究施設に移り、そこで引き続き助教授を務める[5]
- 1990年（平成2年） - 東京大学工学部附属原子力工学研究施設にて、教授に昇任[5]
- 2005年（平成17年） - 東京大学大学院の工学系研究科の教授に就任[5]
- 2010年（平成22年） - 退職

### 原子力安全委員会
東京大学を退職後、内閣府の審議会等の一つとして設置されている「原子力安全委員会」にて、委員に選任された。さらに、同委員会のトップである委員長にも就任。内閣府の原子力安全委員会に常勤した。

#### 福島第一原子力発電所事故への対応
班目が原子力安全委員会委員長を務めていた、2011年（平成23年）3月11日に発生した東日本大震災による福島第一原子力発電所事故で、班目は事故発生から12日間にわたって取材を拒否し続け批判を受けた。これについて後に班目は、「官邸や文部科学省へ伝えれば良いと考えていた」と、安全委員会職の職責を矮小化していたことを明かしている。
事故発生翌日、3月12日午前6時過ぎ、当時の内閣総理大臣・菅直人は、陸上自衛隊のヘリコプターで総理大臣官邸屋上を飛び立ち、被災地と東京電力福島第一原子力発電所の視察に向かったが、機内の隣にいたのが班目だった。原発の安全性をチェックする機関の最高責任者として「総理、原発は大丈夫なんです。（原子炉は）構造上爆発しません」と述べた。その日15時36分、1号機原子炉建屋で水素爆発が起きた時、班目は「あー」と述べている。
全ての冷却機能を喪失した原子炉の核燃料は急速に温度が上昇、緊急措置として3月12日夜からは1～3号機に海水の注入が行われていた。この努力に対して班目は、「（海水注入による）再臨界の可能性はゼロではない」と危機感を懸念する意見を肯定、これを受けて総理大臣官邸詰めの東電・武黒一郎フェローは「首相の理解が必要」と判断して海水注入の中止を本社に指示した。実際には福島第一原子力発電所所長・吉田昌郎の判断によって、海水注入の努力は継続され、指揮系統の混乱が明らかとなった。
3月22日の参議院予算委員会で、2007年（平成19年）2月の浜岡原発運転差し止め訴訟の静岡地方裁判所での証人尋問で、非常用ディーゼル発電機や制御棒など、重要機器が複数同時に機能喪失することまで想定していない理由を、社民党の福島瑞穂に問われ、「そのような事態は想定していない。そのような想定をしたのでは原発はつくれないから、どこかで割り切らなければ原子炉の設計ができなくなる」と答弁した。
3月28日の記者会見では、高放射線量の汚染水への対応について質問された際に、「（汚染水への対応実施については）安全委はそれだけの知識を持ち合わせていない」と、原子力安全委員会の役割について、存在意義を問われる議論を呼ぶ発言を行った。
4月27日の衆議院決算行政監視委員会において、日本国政府の防災基本計画では、原子力災害発生時に「緊急事態応急対策調査委員」らを現地に派遣すると定めているが、3月11日の地震発生直後に派遣したのは、事務局の職員1人だけだったこと、また安全委員会が、福島市の現地対策本部に専門家2人を派遣したのは、4月17日となったことについて、委員会議員から質疑があった。これに対して班目は、原子力安全専門家の現地派遣が遅れたことを認め、「これは本当に失敗だったと反省しております」と答弁した。
評論家の立花隆は、「証言班目春樹」（新潮社）、「海江田ノート」（講談社）に対する書評（「読書脳」文藝春秋）において、「菅（総理、当時）の性格の悪さも問題だが、班目の性格の弱さというか責任感の欠如はそれ以上に問題だ」「性格の弱さが致命的だ」「読めば読むほど、この人のダメさ加減にあきれてしまう」「この危機感の欠如、全くの不適格人物である」と、批判している。

#### 退任後
2012年（平成24年）9月19日に原子力安全委員会が廃止され、原子力規制委員会へ移行。同時に原子力安全委員会委員長を退任した。
2022年（令和4年）11月22日、脳梗塞のため入院先の埼玉県内の病院で死去。74歳没。

## 私生活
趣味の一つとして旅行を挙げている。また、自作の漫画を執筆し、ウェブサイトで公開している。

## 略歴
- 1960年3月 - 東京教育大学附属小学校（現・筑波大学附属小学校）卒業
- 1966年3月 - 東京教育大学附属中学校・高等学校（現・筑波大学附属中学校・高等学校）卒業
- 1970年3月 - 東京大学工学部卒業
- 1972年3月 - 東京大学大学院工学系研究科修士課程修了
- 1972年4月 - 東京芝浦電気入社
- 1975年4月 - 東京大学工学部講師
- 1976年4月 - 東京大学工学部助教授（博士号取得）
- 1989年8月 - 東京大学工学部附属原子力工学研究施設助教授
- 1990年11月 - 東京大学工学部附属原子力工学研究施設教授
- 2005年4月 - 東京大学大学院工学系研究科教授
- 2008年5月 - NPO法人パブリック・アウトリーチ副代表理事
- 2010年3月 - 東京大学を退職
- 2010年4月 - 内閣府原子力安全委員会委員長
- 2012年9月 - 内閣府原子力安全委員会委員長退任
- 2022年11月 - 脳梗塞のため死去

## 主な著作（日本語）
- 『熱応力によるはりの自励振動』（日本機械学會論文集41巻344号1151頁、1975）
- 『熱応力による弦の自励振動』（日本機械学會論文集43巻371号2526頁、1977）
- 『アメリカにおける核融合炉設計研究の最近の動き』（日本機械学會誌89巻807号172頁、1986）
- 『温度成層界面の自励振動』（日本機械学會論文集C編53巻496号2502頁、1987）
- 『スーパーフェニックス炉内部容器の流体連成振動』（日本機械学會誌90巻821号499頁、1987）
- 『3.核融合炉(トカマク炉)における過渡時の伝熱・流動の諸問題』（プラズマ・核融合学会誌69巻12号1457頁、1993）
- 『液面に衝突する上向き円形噴流の自励振動』（日本機械学會論文集B編65巻2286頁、1999）
- 『原子力の安全規制の最適化に関する研究会の活動』（日本機械学會論文集B編75巻751号410頁、2009）
- 班目春樹、岡本孝司『証言 班目春樹: 原子力安全委員会は何を間違えたのか?』新潮社（原著2012年11月16日）。ISBN 978-4103331513。 NCID BB10806248。

## 原発マネー
班目は内閣府原子力安全委員会委員および専門委員でありながら、原発関連企業である三菱重工業から400万円を受け取っており、原発の推進側と規制側の癒着構造が「安全規制ガバナンス」における根本的な問題であると指摘されている。